# Guignen
 Guignen  es una población y comuna francesa, situada en la región de Bretaña, departamento de Ille y Vilaine, en el distrito de Redon y cantón de Guichen.

## Demografía
| 1840 | 1713 | 1780 | 1933 | 2146 | 2424 |
| Para los censos de 1962 a 1999 la población legal corresponde a la población sin duplicidades (Fuente: INSEE [Consultar]) |      |      |      |      |      |